# Turecko na Letních olympijských hrách 1972
Turecko se účastnilo Letní olympiády 1972 v německém Mnichově. Zastupovalo ho 43 sportovců (42 mužů a 1 žena) v 8 sportech.

## Medailisté
| Medaile | Jméno       | Sport | Soutěž                   |
| ------- | ----------- | ----- | ------------------------ |
| Stříbro | Vehbi Akdağ | Zápas | muži volný styl do 62 kg |